# جون لوميس شامبرلين
جون لوميس شامبرلين (بالإنجليزية: John Loomis Chamberlain)‏ هو ضابط أمريكي، ولد في 20 يناير 1858 في ليفونيا في الولايات المتحدة، وتوفي في 14 نوفمبر 1948 في واشنطن العاصمة في الولايات المتحدة.